# Petroglifi pokrajine Ha'il
Petroglifi pokrajine Ha'il (arapski: الفنون الصخرية في منطقة حائل‎) je naziv za arheološki lokalitet u Saudijskoj pokrajini Ha'il koji se sastoji od dva mjesta: Džabel Um Sinman kod drvenog grada Džubaha i Džabal al-Mandžor kod Al-Šuvajmisa, koja su poznata po jedinstvenim petroglifima u pustinjskom krajoliku. 
Nekada je u podnožju gorja Um Sinman bilo jezero koje je danas nestalo, a bilo je izvorom svježe vode za sve ljude i životinje u južnom dijelu Velike Narfoud pustinje. Preci današnjih Arapa su ostavljali dokaze o svom prolazu ovim prostorima u vidu brojnih petroglifa i natpisa na površinama stijena. Neka od njih, poput Džabal al-Mandžora i Raata čine stjenovite gromade koje vire iz dolina (uadi) sada prekrivenih pijeskom. Oni pokazuju brojne prikaze ljudskih i životinjskih likova koji pokrivaju 10.000 godina povijesti. Zbog toga su ovi petroglifi upisani na UNESCO-ov popis mjesta svjetske baštine u Aziji 2015. godine.
Džabel Um Sinman kod Džubaha je bila veliki civilizirana zajednica koja je postojala u području presahlog jezera s dobrim i plodnim bijelim tlom. Utvrđeno je mnogo naznaka o velikim ljudskim naseljima iz raznih razdoblja, kao što su:
1. nalazi iz kasnijeg kameno doba, neolitika;
2. vrhovi strijelica i britve s početka bakrenog doba koje su pronašli ljudi Ministarstva obrazovanja;
3. crteži deva, konja i palmi iz tzv. ranog Samudskog razdoblja (oko 2500. prije Krista), ali i krava s dugim i kratkim rogovima, što govori o povoljnoj klimi na ovom području;
4. Nabatejsko razdoblje (oko 2500. – 1500. prije Krista) kada se javljaju brojni crteži deva raznih oblika i veličina, te ovaca;
5. te Arapsko razdoblje (poslije 1500. pr. Kr.) kada nastaju naselja poput Džubaha.[2]

Kako bi ih posjetitli, danas posjetitelji moraju kupiti posebnu dozvolu koja se može kupiti u Muzeju grada Ha'ila (sat i pol udaljen automobilom) ili u Muzeju palače Atika Naifa al-Šamarija na glavnoj ulici grada Džubaha, u blizini lokaliteta Džabel Um Sinmana. Od ovog mjesta se organizira i obilazak pustinje Nadž.